# کرونیون
شهر کرونیون (به فرانسوی: Quaregnon) در شهرستان من  در استان انو  در منطقه فدرال والوون در کشور بلژیک واقع شده‌است.